# Lindtneria hydnoidea
Lindtneria hydnoidea är en svampart som beskrevs av Bernicchia & Ryvarden 1998. Lindtneria hydnoidea ingår i släktet Lindtneria och familjen Stephanosporaceae.   Inga underarter finns listade i Catalogue of Life.